# Josep María Abarca
Josep María « Chema » Abarca Platas, né le 19 juin 1974 à Barcelone, est un joueur de water-polo espagnol.
Il remporte la médaille d'or lors des Jeux olympiques de 1996 à Atlanta.